# Alfred Schlicht
Alfred Schlicht (* 5. Juni 1955) ist ein deutscher Islamwissenschaftler, Orientalist, Diplomat und Buchautor.

## Leben
Alfred Schlicht studierte Islamwissenschaften an der Ludwig-Maximilians-Universität München und promovierte dort im Bereich Nahoststudien. Nach wissenschaftlicher Tätigkeit an Forschungsinstituten und Universitäten in Deutschland und im Nahen Osten (darunter Kairo und Beirut) ging er in den diplomatischen Dienst. So lebte und fungierte er als stellvertretender deutscher Botschafter in Sanaa und Amman sowie als stellvertretender Generalkonsul in Washington, D.C. und Atlanta.
Schlicht ist in langer Ehe verheiratet und lebt als freier Autor in Berlin.

## Buchveröffentlichungen
- Frankreich und die syrischen Christen 1799–1861. Minoritäten und europäischer Imperialismus im Vorderen Orient. Berlin 1981,  ISBN 3-922968-05-8 (Digitalisat)
- Die Araber und Europa: 2000 Jahre gemeinsamer Geschichte. Kohlhammer, Stuttgart 2008, ISBN 978-3-17-019906-4
- Geschichte der arabischen Welt. Reclam-Verlag. Ditzingen 2013, ISBN 978-3-15-010916-8
- Gehört der Islam zu Deutschland? Anmerkungen zu einem schwierigen Verhältnis. Orell Füssli, Zürich 2017, ISBN 978-3-280-05644-8
- Das Horn von Afrika: Äthiopien, Dschibuti, Eritrea und Somalia: Geschichte und Politik. Kohlhammer, Stuttgart 2021, ISBN 978-3-17-036965-8